# 奧林匹克公園線
奧林匹克公園線（英語：Olympic Park Line）是城市鐵路線路之一，用來連接悉尼市區和奧運會場。它有兩個站：和環形迴車道（Balloon loop）的奧運公園車站。
現今，車站的奧運公園線月台（0號月台）仍維持平日20分、假日10分一般車的頻率，兩站間距約6分鐘。當雪梨奧林匹克公園內舉行大型活動，例如雪梨皇家復活節展覽會時，會有列車由中央火車站以及闊河谷車站(Strathfield)駛出（有時更會經過紅蕨車站(Redfern)）。當活動完結後，從奧運公園車站駛出的西向列車會經由西線開往黑鎮車站。

## 歷史
奧林匹克公園線於1997年11月24日首次進行測試。 1998年4月，成功為雪梨皇家復活節展覽會完成首次大型運輸任務。

## 定線

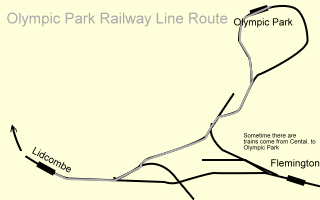
奧運公園線路線圖

路線由蓋谷的0號月台開始（其實該月台只是以奧林匹克公園線月台作標示），離開月台後向西行就到達
奧林匹克公園南面的交匯處。沿路直上，到達奧林匹克公園站。

## 註腳
1. ↑  Asset Standards Authority.  (PDF). 19 March 2014  [2020-02-21]. （原始内容 (PDF)存档于2015-06-23）.
2. ↑  關於皇家農業互助會 （页面存档备份，存于） - 雪梨皇家復活節展覽會, 2008年8月5日 索取 (英文)
3. ↑  《澳洲鐵路歷史協會 （页面存档备份，存于）》《新南威爾士分部》《鐵路文摘雜誌》1998年1月號 文章:「為奧運作準備 - 奧林匹克公園站首班列車」作者:Holye, J. (英文)